# Georg Barkemeyer
Georg Barkemeyer (geboren 1. Dezember 1887 in Sandhatten; gestorben 6. Juni 1983 ebenda) war ein deutscher Landwirt und Politiker.

## Leben
Georg Barkemeyer war ein Sohn des Landwirts Heinrich Barkemeyer und der Helene Schütte. Er heiratete 1913 Adeline Suhrkamp, sie hatten zwei Kinder, er war damit möglicherweise weitläufig verschwägert mit dem Verleger Peter Suhrkamp aus Kirchhatten.
Barkemeyer besuchte die Grundschule in Sandhatten und arbeitete auf dem Hof der Eltern, 1906 bis 1908 besuchte er eine Landwirtschaftsschule. Ab 1930 war er selbständiger Bauer. Seit 1929 war er Ehrenmitglied der Landesjägerschaft. Bei der Entnazifizierung galt er als „nicht betroffen“. Seit 1947 war er Bezirksbauernleiter. 
Als Abgeordneter der FDP gehörte er von der ersten Sitzung am 30. Januar 1946 bis zur letzten am 6. November 1946 dem Ernannten Landtag von Oldenburg an.